# Fender Jazzmaster
Fender Jazmmaster je model električne gitare koja je prvi puta predstavljena 1958. godine na NAMM Show-u, (jedan od najvećih sajmova glazbene opreme na svijetu) i tad je ostvarila bolju marketinšku promidžbu i od Fender Stratocastera, koji je bio prvobitna zamjena Fender Telecaster gitari. Kao što i samo ime govori, Jazmmaster modeli bili su namijenjeni jazz glazbi, ali već od ranih '60-tih na njoj sviraju i rock glazbenici.

## Povijest
U '50-tim godinama svjetsko tržište električne gitare naglo se razvijalo. Mlada tvrtka Fender već je imala svoje uspješne modele Telecaster i Stratocaster, da bi predstavila i svoju novu liniju modela Fender Jazzmaster gitaru 1958. godine na 'Musikmesse NAMM Show'-u (National Association of Music Merchants) u Anaheim Kalifornija. Model Jazzmaster bio je savršeno dizajniran, s ciljem da sa svojim toplim tonom nađe mjesto u kolekciji jazz glazbenika, koji su do tada je još uvijek preferirali modele konkurencije Gibson. Razlika ovoga, od ostalih Fenderovih modela, je u tome što je hvataljka izrađena od palisandera.
Prodaja je unatoč odličnom marketing išla ispod očekivanja jer su glazbenici već imali svoje provjerene favorite u tonu Tecastera i Stratocastera, a i teško se plasirala ideja novog dizajna modela kod već uhodnog trenada. Dalje, model nije pratio korak suvremene linije kao npr., većina Les Paulovih modela u Gibsonu.
Nakon što je prodaja rapidno opala, 1982. godine prestalo se s proizvodnjom Fender Jazzmastr-a (osim još preostalih zaliha u trgovinama). U kasnim 1980-im grupa alternativnih glazbenika i struka iz kompanije Fender u potrazi za dobrim, ali jeftinim instrumentom, ponovno oživljavaju gotovo zaboravljeni Jazzmaster model. Sada je dizajn nove gitare puno egzotičniji, a cijelu promidžbu podržali su kako mnogi alternativni, tako i dominantni pop i rock glazbenici.
Proizvodnja se svela na ponudu jeftinijih standard modela iz Japana, i modela iz 'Fender Custom-Shop'-a. Modeli Jazzmastera su opet popularizirani, ali proizvodno/prodajne brojke su još uvijek daleko ispod one u ostalih modela.

## Konstrukcija
Gitara je svojim oblikom dizajnirana tako da najbolje 'leži' u sjedećem položaju, što preferiraju mnogi jazz glazbenici. Dužina skale od 25-1/2” omogućava punu glazbenu improvizaciju, prekidač za pojedinačno uključivanje elektromagneta, zasebne kontrole tona i volumena, te tremolo s iznimno dugom ručicom koji se aktivirao privlačenjem tijelu gitare. To su bile glavne i prepoznatljive odlike Fender Jazzmaster gitare. 
Tijelo je nešto veće u odnosu na ostale Fender modele, a bijeli soapbar elektromagneti uveliko podsjećaju na Gibsonov P90 model elektromagneta. Iako je njihova konstrukcija u biti slična, nisu identični. Gibsonovi su elektromagneti motani široko i ravnije, dok su Fenderovi uže i više, što im u konaćnici daje puno topliji ton, bez gubitka jasnoće. Jazzmaster modeli u jazz glazbi imaju svojstven specifični ton, za razliku od široke lepeze tonova (npr. Stratocastera) što često ljubitelji jazz glazbe osporavaju. Međutim, to je potvrdio i veliki jazz glazbenik Joe Pass prilikom svog boravka u Synanonu. Jazzmaster su obrnuto jazz glazbi koristili u tzv., 'surf rock' žanru, kao npr., grupe: The Ventures ili The Fireballs, gdje su i na ovaj način promovirali ove gitare. Jazzmaster model je također igrao važnu ulogu u stvaranju 'Indorock' scene, a s gitaristom Andy Tielman i njegovom 10-žičanom gitarom, kojoj je otvore na glavi vrata uradio užarenim čavlima, počinje duga, često i neobična tradicija tzv., 'DIY Jazzmaster' modifikacije gitara tijekom sljedećeg desetljeća. Tu izdvajamo i ondašnje 'eksperimentalne' glazbene sastave: Sonic Yout i My Bloody Valentine čiji su stil i način glazbe kasnije mnogi prihvatili. 
U Fenderu su prepoznali potrebu za dizajniranjem namjenskih modela 'surf-rock' gitara, te su predstavili novi Fender Jaguar model s 24" dužinom skale, s kromiranom dekoracijom i elektromagnetima sličnim kao u Stratocastera. Daljnja mišljenja su se dijelila oko položaja elektromagneta novih modela u samome tijelu gitare. Jazzmster je bio prvi Fenderov model gitare koji je točkaste oznake 'dot inlay' na hvataljci dvoslojnog vrata uradio od gline, i sa smeđom 4-slojnom pločom (imitacija kornjačinog oklopa) na tijelu gitare. Do sredine 1959. godine imamo u ponudi i modele s jednoslojnom anodiziranom pločom.

## Ostali modeli
Kopije modela
Priozvodne linije kopiranih modela Fender Jazzmaster proširene su po cijelom svijetu, a naročito 1960-tih i 1970-tih godina. Samu kvalitetu čestu uvjetuje platežna moć kupaca. Tako tvrtke kao što su: Dillion, Yamaha, Framus, Teisco, Aria, Jansen, Harmony, National i Demel svoju konstrukciju proizvodnje bazirale na modelu 'surf-rock' tonu gitare iz 1960. godine. Mnoge moderne kopije su mješavina modela Jazzmaster i Stratocaster gitare, čime se drastično mijenja sami karakter modela gitare, što istinski smeta iskrenim zaljubljenicima u originalni ton. U takvom okruženju modeli gube svoju realnu cijenu, i da bi se spriječilo daljnje kopiranje, Fender je uspio dobiti zaštitnu licencu za oblik tijela svojih modela.
Jazzmaster Japan
Fenderove modele MIJ ili CIJ urađene u Japanu karakterizira visoka kvaliteta. Takav pristup izradi gitara doveo je do toga da su se samo sporadični modeli magli naći do kraja 1980. godine u USA ili na drugom svjetskom tržištu. Unatoč kvaliteti gitare, zamjerka je bila na uskom Stratocaster elektromagnetu smještenom u široko kućište, što je navodno davalo mješavinu zvuka između Strat/Jaguar gitare,  i odudaralo bi bojom tona od klasičnog Jazzmaster tona. Od 1996. godine tvornica Squier je preuzela proizvonju s novim Squier Jagmaster modelom, koji je imao dva humbucker mgneta na tijelu. Ovaj model gitare je hard rock glazbi pružio puno drukčiju boju tona.
Jazzmaster Meksiko
U svibnju 2008. godine Fender Classic Player predstavio je novu Jazzmaster seriju, koja je izrađena u Meksiku. Ovdje je Fender na originalnom dizajnu napravio brojne izmjene, zamijenivši tako tremolo most s Tune-O-Matic modelom, hvataljka ima 9.5 " radijus, a tremolo je sada nešto bliže mostu gitare. Instalacija elektromagneta je prilagođena za posebnu ugradbu P-90 elektromagneta viđene na Gibsonovim modelima, ili po želji moguća ugradba i duplih jednostrukih elektromagneta sa Stratocaster modela.

## Jazzmaster u glazbi
Zbog svog čistog/zvonkog (twang) tona Jazzmaster gitaru često preferiraju glazbenici i u rock glazbi. Tomu pridonosi i specifični tremolo koji je pogodan za sviranje tog stila glazbe. U tom kontekstu izdvajam i poznate gitariste koji su svirali na Jazzmaster modelu: Bob Bogle u The Ventures,  Carl Wilson u The Beach Boys, kao i Luther Perkins i Johnny Cash u The Tennessee Three koji također svira na Jazzmaster gitari. 
Dalje, imamo glazbenike: Elvis Costello, Robert Smith u The Cure, Patrick Walden u Ex-Babyshambles, zatim: Lee Ranaldo i Thurston Moore oboje u Sonic Youth, J. Mascis u Dinosaur Jr., i Kevin Shields s Bilinda Butcher oboje u sastavu My Bloody Valentine. Glazbenici su često i eksperimentirali sa zvukom Jazzmaster gitare, kao npr., u Njemačkoj sastavi Tocotronic i Tomte

## Vanjske poveznice
- Fender Jazzmaster gitara